# Zénith

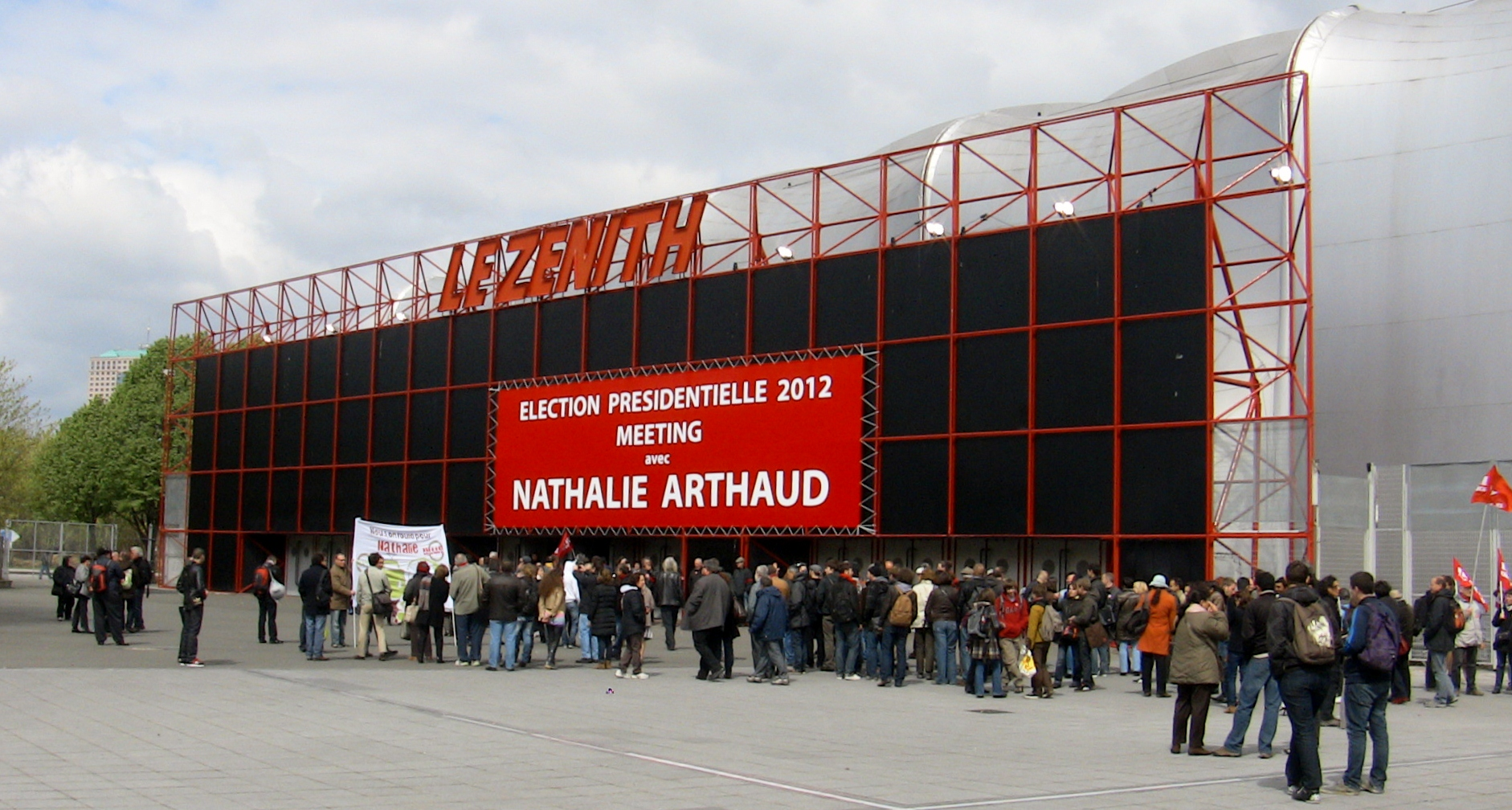
Het Zénith de Paris in 2012.

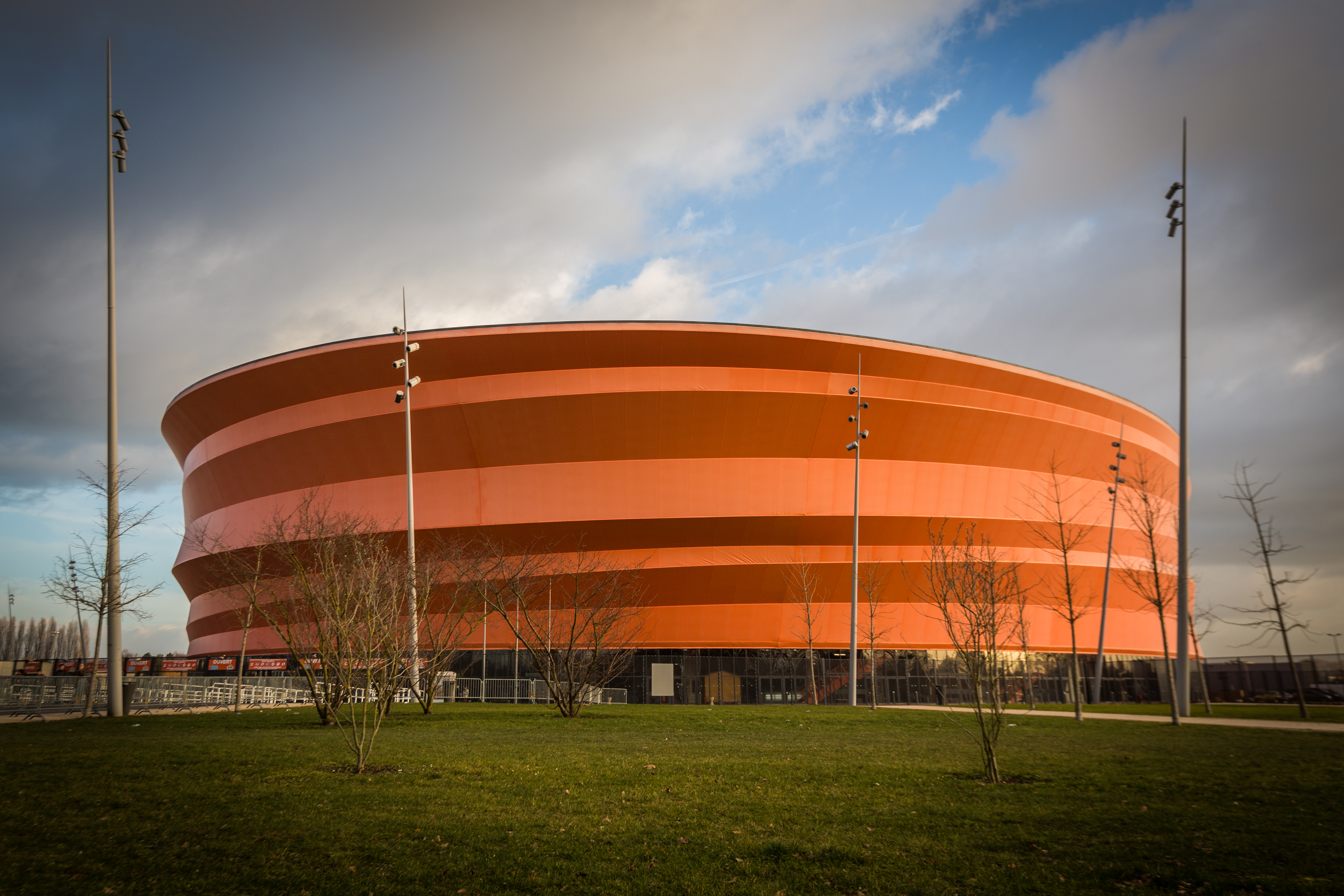
Het Zénith van Straatsburg.

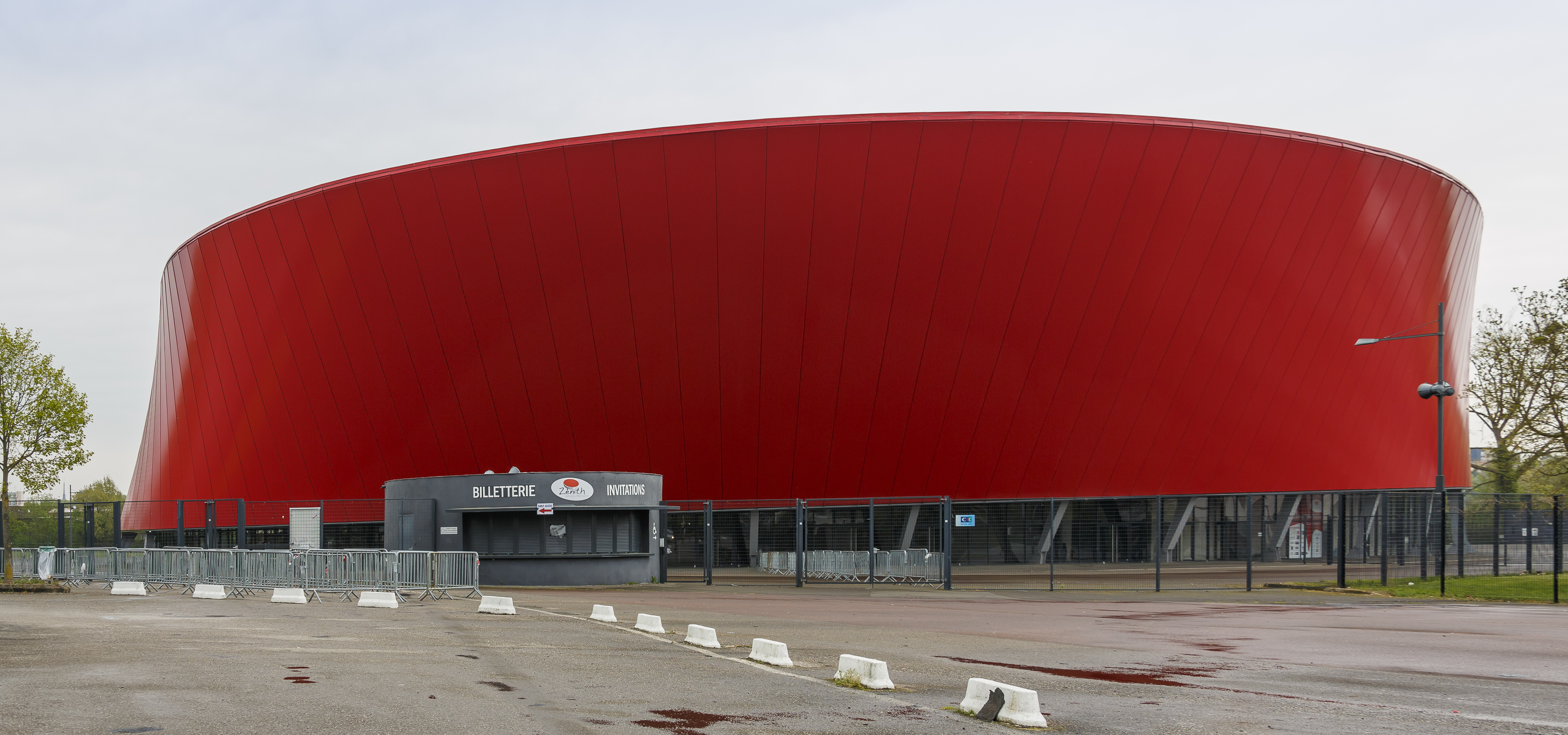
Het Zénith van Amiens.

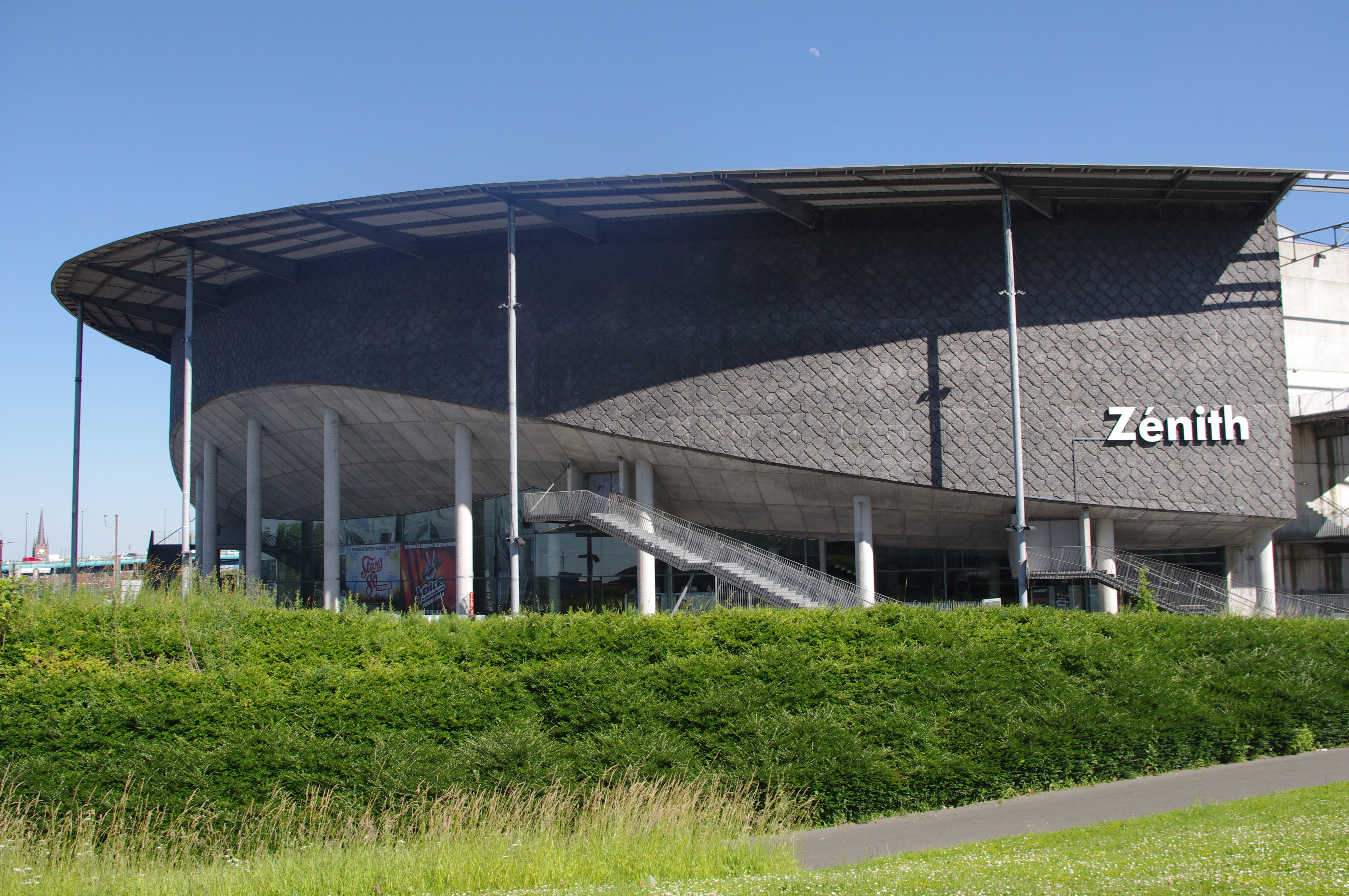
Het Zénith van Rijsel in 2014.

Een Zénith is een bepaald type concertzaal in Frankrijk. Het prototype van dit soort concertzalen is het Zénith de Paris. In 1981 besloot de toenmalige Franse minister van cultuur dat Parijs een nieuwe, grote concertzaal nodig had om het Pavillon de Paris, een tot concertzaal verbouwde slachterij, te vervangen. Hij liet deze zaal in Parc de la Villette bouwen en noemde het Zénith. Vervolgens is dit type concertzalen 'geëxporteerd' naar andere steden in Frankrijk. In 2008 stonden er zeventien in het hele land.
Een Zénith dient aan bepaalde voorwaarden te voldoen om zichzelf zo te mogen noemen, aangezien er rechten berusten op dit type zaal. Zo moet de ruimte plaats bieden aan ten minste 3.000 personen en variabel in te delen zijn waardoor er kleinere zaaltjes gevormd kunnen worden. 
De grootste Zénith van Frankrijk is sinds 2008 dat van Straatsburg, waar ruimte is voor 12.079 personen als alle schuifwanden geopend zijn en de parterre uit staplaatsen bestaat.

## Lijst van Zéniths
| Zénith                                   | Openingsjaar | Capaciteit     | Opmerking                 |
| ---------------------------------------- | ------------ | -------------- | ------------------------- |
| Zénith van Straatsburg                   | 2008         | 12079 plaatsen |                           |
| Zénith van Toulouse                      | 1999         | 11000 plaatsen | sinds uitbreiding in 2014 |
| Zénith van Auvergne (Cournon-d'Auvergne) | 2003         | 9400 plaatsen  | sinds uitbreiding in 2014 |
| Zénith van Nantes Métropole              | 2006         | 9000 plaatsen  |                           |
| Zénith van Dijon                         | 2005         | 9000 plaatsen  | sinds uitbreiding in 2012 |
| Zénith van Toulon                        | 1992         | 8875 plaatsen  |                           |
| Zénith van Rijsel                        | 1994         | 7000 plaatsen  |                           |
| Zénith van Rouen                         | 2001         | 8000 plaatsen  |                           |
| Zénith van Pau                           | 1992         | 7500 plaatsen  |                           |
| Zénith van Saint-Étienne                 | 2008         | 7200 plaatsen  |                           |
| Zénith van Caen                          | 1993         | 6990 plaatsen  |                           |
| Zénith van Orléans                       | 1996         | 6900 plaatsen  |                           |
| Zénith Sud (Montpellier)                 | 1986         | 6300 plaatsen  |                           |
| Zénith van Parijs                        | 1984         | 6290 plaatsen  |                           |
| Zénith van Nancy                         | 1993         | 6000 plaatsen  | 25000 plaatsen buiten     |
| Zénith van Amiens                        | 2008         | 6000 plaatsen  |                           |
| Zénith van Limoges                       | 2007         | 6000 plaatsen  |                           |